# Malmö Södra BK
Malmö Södra BK var en fotbollsklubb från Malmö. Klubben grundades 1933 som som Södra BK, men bytte namn efter en säsong till Malmö Södra BK.

## Seriespel
| År        | Serie                  | Placering |
| --------- | ---------------------- | --------- |
| 1934-1935 | Malmöserien Division 2 |           |
| 1935-1936 | Malmöserien Division 2 |           |
| 1936-1937 | Malmöserien Division 1 |           |